# Amadeu, Duque de Aosta
Amedeu de Saboia-Aosta (em italiano: Amedeo Umberto Isabella Luigi Filippo Maria Giuseppe Giovanni di Savoia-Aosta; Turim, 21 de outubro de 1898 – Nairóbi, 3 de março de 1942) foi o terceiro Duque de Aosta e primo em primeiro grau do rei Vítor Emanuel III da Itália. Durante a Segunda Guerra Mundial, ele foi vice-rei da África Oriental Italiana.

## Biografia

### Primeiros anos

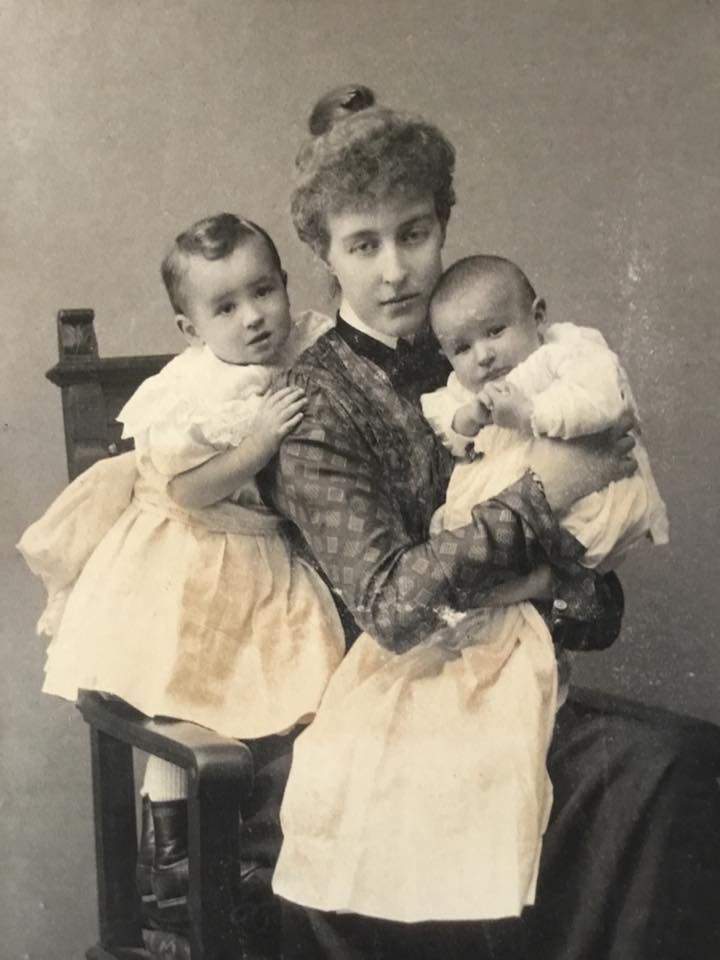
Amadeu (esq.) com a sua mãe Helena e o seu irmão Aimone, c. 1900.

Amedeo nasceu em Turim, Piemonte , filho do príncipe Emanuel Felisberto, duque de Aosta (filho de Amadeu I da Espanha e neto de  Vítor Emanuel II da Itália), e da princesa francesa Helena de Orleães. Era conhecido desde o nascimento pelo título de cortesia de "Duque da Apúlia".
Amedeu foi educado no St David's College, Reigate, Surrey, na Inglaterra. Amedeu entrou na prestigiosa Academmia Militar Nunziatella, em Nápoles, juntou-se ao Exército Real Italiano (Regio Esercito) e lutou com distinção na artilharia durante a Primeira Guerra Mundial. Ele deixou o exército em 1921 e viajou pela pela África.[carece de fontes?]
Amedeu posteriormente retornou às forças armadas italianas e tornou-se piloto. Em 1932, ele se juntou à Força Aérea Real Italiana (Regia Aeronautica). Amedeu serviu sob o comando do marechal Rodolfo Graziani e do governador líbio Pietro Badoglio durante os estágios posteriores da chamada "pacificação da Líbia" (1911 a 1932). Amedeu e seus companheiros aviadores perseguiram as forças Senussi de Omar Al-Mukhtar.Quando as hostilidades na Líbia chegaram ao fim no início de 1932, muito se falou da participação do "Duque da Apúlia" como comandante dos aviadores que forçaram os Senussi a fugir da Líbia e buscar alívio no Egito.

### Casamento

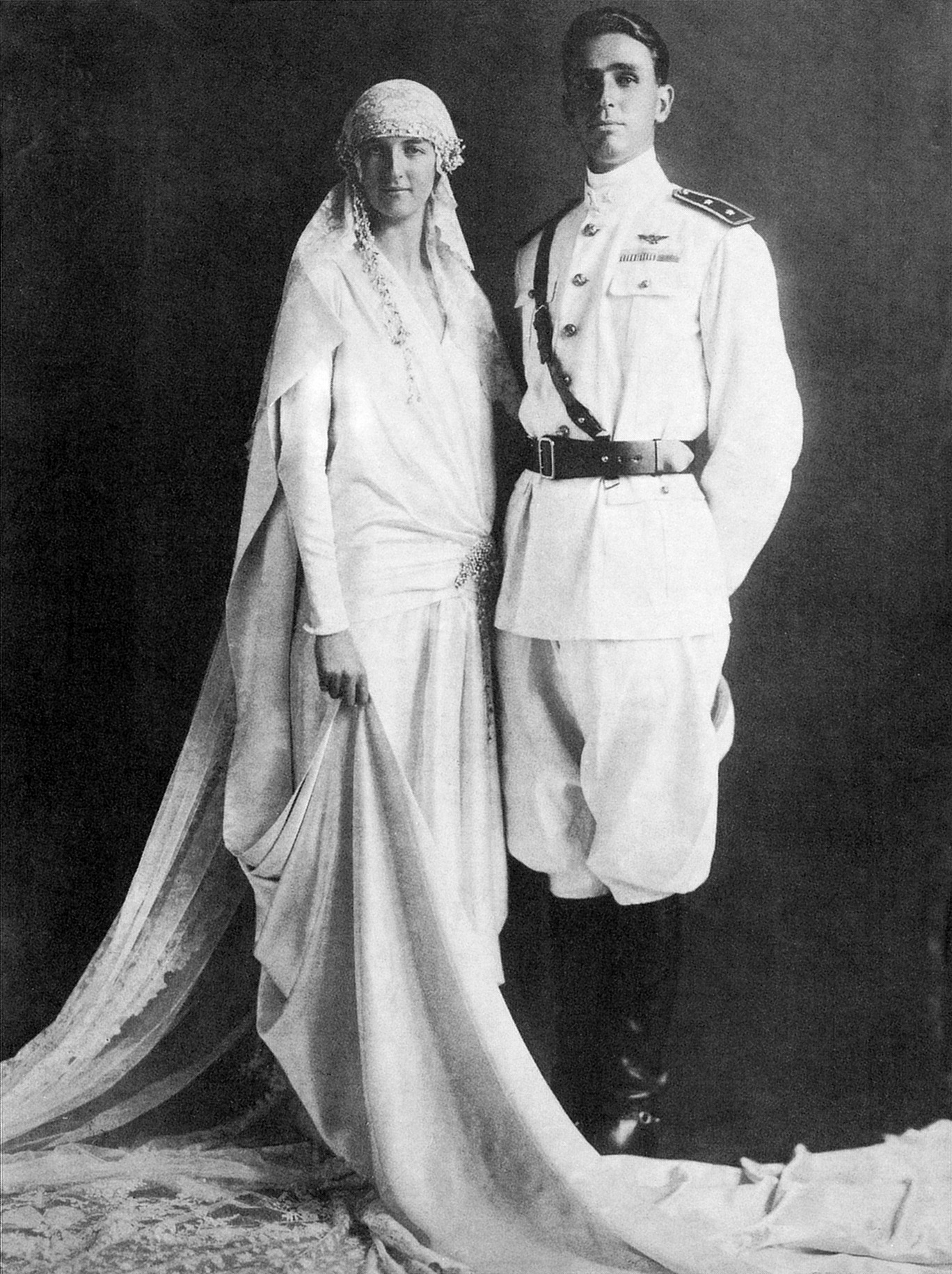
Amadeu e Ana em seu casamento.

Amedeu casou-se em 5 de novembro de 1927, em Nápoles, com sua prima, a princesa Ana de Orleães (1906–1986), filha do príncipe João, duque de Guise, e de sua esposa, a princesa Isabel de Orleães. O casal teve duas filhas:
1. Margarida (1930–2022), casou-se com Roberto, arquiduque da Áustria-Este (filho do último imperador da Áustria, Carlos I) em 1953, com descendência;
2. Maria Cristina (1933–2023); casou-se com o príncipe Casimiro de Bourbon-Duas Sicílias em 1967, com descendência.

### Segunda Guerra Mundial

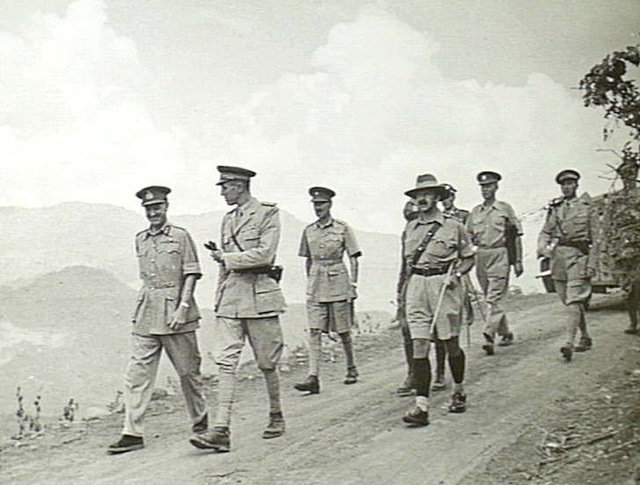
O duque de Aosta se rende às autoridades britânicas.

Quando a Itália declarou guerra ao Reino Unido e à França em 10 de junho de 1940, ele se tornou o comandante das forças italianas no que é conhecido como a Campanha da África Oriental da Segunda Guerra Mundial. Ele supervisionou os avanços italianos iniciais no Sudão e no Quênia e, em agosto, supervisionou a invasão italiana da Somalilândia Britânica.
Em janeiro de 1941, os britânicos lançaram uma contra-invasão e os italianos passaram à defensiva na África Oriental. Os italianos lutaram durante todo o mês de fevereiro. Mas, após uma resistência feroz, a Batalha de Keren terminou em derrota italiana após a qual o resto da Eritreia, incluindo o porto de Massawa, caiu rapidamente. Em 31 de janeiro, ele relatou que as forças militares italianas na África Oriental estavam reduzidas a 67 aeronaves operacionais com estoques limitados de combustível. Com os suprimentos acabando e sem chance de reabastecimento, ele optou por concentrar as forças italianas restantes em vários redutos: Gondar, Amba Alagi, Dessie e Gimma. Ele próprio comandou os 7.000 italianos na fortaleza montanhosa de Amba Alagi. Com seu abastecimento de água comprometido, cercado e sitiado por 9.000 tropas britânicas e da Commonwealth e mais de 20.000 irregulares etíopes, ele rendeu Amba Alagi em 18 de maio de 1941. Devido à resistência galante da guarnição italiana, os britânicos permitiram que eles se rendessem com honras de guerra.

### Morte
Pouco depois de sua rendição, ele foi internado em um campo de prisioneiros de guerra em Nairóbi, Quênia. Ele foi colocado no comando de seus companheiros prisioneiros, mas não viveu o suficiente para presenciar o fim da Segunda Guerra Mundial. Em 3 de março de 1942, logo após sua internação, ele morreu no campo de prisioneiros, supostamente como resultado de complicações de tuberculose e malária.